# Вітрянська сільська рада
Ві́трянська сільська́ ра́да — адміністративно-територіальна одиниця та орган місцевого самоврядування в Сокирянському районі Чернівецької області. Адміністративний центр — село Вітрянка.

## Загальні відомості
- Населення ради: 1 242 особи (станом на 2001 рік)

## Населені пункти
Сільській раді були підпорядковані населені пункти:
- с. Вітрянка

## Склад ради
Рада складалася з 16 депутатів та голови.
- Голова ради: Фрицак Вадим Васильович
- Секретар ради: Аузяк Олександр Іванович

### Керівний склад попередніх скликань
| Прізвище, ім'я, по батькові | Основні відомості                                                 | Дата обрання | Дата звільнення |
| --------------------------- | ----------------------------------------------------------------- | ------------ | --------------- |
| Куляк Анатолій Петрович     | Сільський голова, 1964 року народження                            | 26.03.2006   | 31.10.2010      |
| Фрицак Вадим Васильович     | Сільський голова, 1980 року народження, освіта вища, безпартійний | 31.10.2010   |                 |

Примітка: таблиця складена за даними сайту Верховної Ради України

### Депутати
За результатами місцевих виборів 2010 року депутатами ради стали:

#### За суб'єктами висування
| Суб'єкт висування           | Кількість обраних депутатів | %    |
| --------------------------- | --------------------------- | ---- |
| Самовисування               | 15                          | 93,8 |
| Комуністична партія України | 1                           | 6,3  |

#### За округами
| № округу                    | Прізвище, ім'я, по батькові | Дата визнання обраним | Освіта  | Партійна приналежність | Відомості про обраного депутата                         |
| --------------------------- | --------------------------- | --------------------- | ------- | ---------------------- | ------------------------------------------------------- |
| Комуністична партія України |                             |                       |         |                        |                                                         |
| 9                           | Цимбалюк Іван Емануїлович   | 04.11.2010            | вища    | позапартійний          | пенсіонер                                               |
| Самовисування               |                             |                       |         |                        |                                                         |
| 1                           | Калим Людмила Вікторівна    | 04.11.2010            | вища    | позапартійна           | Вітрянський фельдшерсько-акушерський пункт, завідувачка |
| 2                           | Гончар Іван Петрович        | 04.11.2010            | середня | позапартійний          | ФГ «Родичі», охоронець                                  |
| 3                           | Гончар Іван Іванович        | 04.11.2010            | вища    | позапартійний          | тимчасово не працює                                     |
| 4                           | Рошко Лідія Петрівна        | 04.11.2010            | вища    | позапартійна           | Вітрянська загальноосвітня школа, педагог-організатор   |
| 5                           | Герасимчук Василь Петрович  | 04.11.2010            | вища    | позапартійний          | тимчасово не працює                                     |
| 6                           | Петрюк Віталій Дмитрович    | 04.11.2010            | вища    | позапартійний          | тимчасово не працює                                     |
| 7                           | Куляк Яніна Петрівна        | 04.11.2010            | вища    | позапартійна           | Вітрянська сільська рада, касир                         |
| 8                           | Мафтуляк Марія Василівна    | 04.11.2010            | вища    | позапартійна           | Вітрянська сільська рада, головний бухгалтер            |
| 10                          | Горюк Світлана Аркадіївна   | 04.11.2010            | вища    | позапартійна           | пенсіонер                                               |
| 11                          | Фрицак Ніна Сергіївна       | 04.11.2010            | вища    | позапартійна           | Вітрянська загальноосвітня школа, вчитель               |
| 12                          | Ситнікова Жанна Іванівна    | 04.11.2010            | вища    | позапартійна           | Вітрянська загальноосвітня школа, вчитель               |
| 13                          | Куляк Альона Валентинівна   | 04.11.2010            | вища    | позапартійна           | Вітрянський фельдшерсько-акушерський пункт, медсестра   |
| 14                          | Гринько Сергій Васильович   | 04.11.2010            | вища    | позапартійний          | «Транс-сервіс-3», водій                                 |
| 15                          | Гринько Михайло Васильович  | 04.11.2010            | вища    | позапартійний          | ФГ «Родичі», зварювальник                               |
| 16                          | Аузяк Олександр Іванович    | 04.11.2010            | вища    | позапартійний          | Вітрянська сільська рада, соціальний працівник          |